# Shoot Out de Snooker de 2023
O Snooker Shoot Out de 2023, também conhecido como oficialmente 2023 BetVictor Snooker Shoot Out, foi um torneio de snooker profissional que aconteceu de 25 a 28 de janeiro de 2023 na Morningside Arena em Leicester, na Inglaterra. Foi a nona prova do ranking da temporada de snooker de 2022–23, jogado sob uma variação das regras padrões do snooker. O evento foi o sexto de oito eventos patrocinados pela casa de apostas BetVictor, que compõem a "Série Européia" (em inglês:  European Series) de 2023.
Hossein Vafaei foi o defensor do título, tendo derrotado Mark Williams 1–0 (71–0) na final de 2022. No entanto, Vafaei perdeu por 9–33 para Shaun Murphy na primeira rodada. Com 14 anos e três meses, Vladislav Gradinari se tornou o jogador mais jovem a vencer uma partida televisionada em um evento do ranking ao derrotar Ng On-yee na primeira rodada. Reanne Evans se tornou a primeira mulher a vencer uma partida em um evento Snooker Shoot Out, bem como a primeira mulher a vencer uma partida televisionada em qualquer prova do ranking, quando derrotou Stuart Bingham na primeira rodada.
Na final do evento, o inglês Chris Wakelin enfrentou o jovem belga Julien Leclercq, que havia se profissionalizado no início da temporada. Ambos os jogadores disputaram sua primeira final em provas do ranking. Wakelin venceu o evento com uma entrada de 119, fez o maior dos quatro century breaks do torneio, e conquistou seu primeiro título do ranking de sua carreira profissional de dez anos.

## Visão geral
O BetVictor Shoot Out de 2023 foi um torneio profissional de snooker realizado na Morningside Arena em Leicester, na Inglaterra, entre 25 a 28 de janeiro de 2023. O torneio foi a 14ª edição do Snooker Shoot Out, o primeiro foi realizado em 1990, e ocorre anualmente desde 2011. Foi o 9º evento do ranking da temporada de snooker de 2022–23, ocorrendo depois do World Grand Prix de 2023 e antes do German Masters de 2023. O evento foi o sexto torneio da "Série Européia" (em inglês:  European Series), série de oito eventos patrocinados pela BetVictor.

## Regulamento
O torneio tem um formato único, com todas as partidas com duração máxima de dez minutos em um único frame, com um cronômetro de 15 segundos nos primeiros cinco minutos para cada tacada e de dez segundos nos últimos cinco.

## Participantes
Ao todo foram 128 jogadores na disputa, com sorteio aleatório a cada rodada. Seis vagas foram dadas a jovens jogadores amadores promissores que venceram eventos este ano. Os jogadores convidados da WPBSA são:
- Vladislav Gradinari — vencedor do Campeonato Sub-14 da EPSB (English Partnership for Snooker and Billiards);
- Riley Powell — vencedor do Campeonato Sub-16 do País de Gales;
- Jack Borwick — vencedor do Campeonato Sub-16 da Escócia;
- Robbie McGuigan — vencedor do Campeonato Sub-21 da Irlanda do Norte;
- Callum Beresford — vencedor do Campeonato Sub-21 da Inglaterra;
- Liam Graham — vencedor do Campeonato Sub-21 da Escócia.

## Transmissão
O evento foi transmitido pela Eurosport, Discovery+ e uma série de outras emissoras em todo o mundo, o torneio faz parte da "Série da BetVictor" (em inglês:  BetVictor Series) de 2022–23.
| Região / País      | Emissora / Plataforma                                |
| ------------------ | ---------------------------------------------------- |
| Europa             | Eurosport e Discovery+                               |
| China              | Liaoning TV, Superstar online, Migu, Youku, Huya.com |
| Hong Kong          | Now TV                                               |
| Filipinas          | TAP                                                  |
| Tailândia          | True Sport                                           |
| Taiwan e Indonésia | Sport Cast                                           |
| Malásia e Brunei   | Astro SuperSports                                    |
| Demais países      | Matchroom.Live                                       |

## Premiação
O evento teve um premiação total de 171 mil libras esterlinas, sendo 50 mil libras esterlinas a parte dedicada ao campeão. Os jogadores que perderam na primeira rodada receberão um prêmio de 250 libras esterlinas, mas isso não é pontuável para o ranking do jogador. A distribuição dos prêmios (prize money) para o evento foi a seguinte:
| Posição                                | Prêmio                    |
| -------------------------------------- | ------------------------- |
| Campeão                                | 50 000 libras esterlinas  |
| Vice-campeão                           | 20 000 libras esterlinas  |
| 3–4 (perdedores das semifinais)        | 8 000 libras esterlinas   |
| 5–8 (perdedores das quartas de final)  | 4 000 libras esterlinas   |
| 9–16 (perdedores da quarta rodada)     | 2 000 libras esterlinas   |
| 17–32 (perdedores da terceira rodada)  | 1 000 libras esterlinas   |
| 33–64 (perdedores da segunda rodada)   | 500 libras esterlinas     |
| 65–128 (perdedores da primeira rodada) | 250 libras esterlinas     |
| Maior break                            | 5 000 libras esterlinas   |
| Total                                  | 171 000 libras esterlinas |

## Jogos
- As partidas foram disputadas de 25 a 28 de janeiro de 2023.[15][16]
- Os horários mostrados nos jogos tem como base o fuso horário local (UTC+0).

### Rodada 1
| Jogo | Jogador 1             | Placar    | Jogador 2          |
| ---- | --------------------- | --------- | ------------------ |
| 1    | Robbie McGuigan       | 052 — 300 | Hammad Miah        |
| 2    | Jack Lisowski         | 036 — 290 | Mark Allen         |
| 3    | Mark Williams         | 098 — 000 | Craig Steadman     |
| 4    | Luke Simmonds         | 021 — 450 | Sam Craigie        |
| 5    | Liam Graham           | 021 — 430 | Cao Yupeng         |
| 6    | Michael White         | 072 — 100 | Mitchell Mann      |
| 7    | Joe Perry             | 085 — 000 | Luca Brecel        |
| 8    | Lukas Kleckers        | 052 — 100 | Rod Lawler         |
| 9    | Ian Martin            | 023 — 420 | Thepchaiya Un-Nooh |
| 10   | Joe O'Connor          | 020 — 280 | Dylan Emery        |
| 11   | James Cahill          | 015 — 500 | Jordan Brown       |
| 12   | Barry Pinches         | 016 — 120 | Michael Judge      |
| 13   | Fan Zhengyi           | 068 — 210 | Ding Junhui        |
| 14   | Mark Joyce            | 014 — 180 | Victor Sarkis      |
| 15   | Mark Davis            | 022 — 200 | Mark Selby         |
| 16   | Michael Georgioug     | 075 — 100 | Tian Pengfei       |
| 17   | Robert Milkins        | 047 — 140 | Andy Lee           |
| 18   | Alexander Ursenbacher | 031 — 190 | Aaron Hill         |
| 19   | Anthony Hamilton      | 021 — 340 | Ben Mertens        |
| 20   | Barry Hawkins         | 001 — 370 | Jackson Page       |
| 21   | Andy Hicks            | 004 — 600 | Rory McLeod        |
| 22   | Martin Gould          | 075 — 200 | Jamie Clarke       |
| 23   | Riley Powell          | 041 — 310 | Kyren Wilson       |
| 24   | Sean O'Sullivan       | 013 — 260 | Dean Young         |
| 25   | Asjad Iqbal           | 035 — 300 | David Gilbert      |
| 26   | John Astley           | 036 — 320 | Pang Junxu         |
| 27   | Jamie O'Neill         | 055 — 200 | Ryan Thomerson     |
| 28   | Zak Surety            | 024 — 710 | Fergal O'Brien     |
| 29   | Andres Petrov         | 004 — 113 | Noppon Saengkham   |
| 30   | Alfie Burden          | 073 — 000 | Ian Burns          |
| 31   | David Grace           | 037 — 110 | Lyu Haotian        |
| 32   | Peter Lines           | 013 — 340 | Julien Leclercq    |
| 33   | Matthew Stevens       | 049 — 540 | Dominic Dale       |
| 34   | Liam Highfield        | 061 — 100 | Florian Nuessle    |
| 35   | Hossein Vafaei        | 009 — 330 | Shaun Murphy       |
| 36   | Robbie Williams       | 087 — 000 | Mink Nutcharut     |
| 37   | Stephen Maguire       | 009 — 330 | Ken Doherty        |
| 38   | Jamie Jones           | 070 — 160 | Jenson Kendrick    |
| 39   | David Lilley          | 032 — 160 | Oliver Brown       |
| 40   | Yuan Sijun            | 060 — 430 | Rebecca Kenna      |
| 41   | Louis Heathcote       | 066 — 800 | Oliver Lines       |
| 42   | Mohammad Asif         | 021 — 420 | Gerard Greene      |
| 43   | Ben Woollaston        | 064 — 100 | Sanderson Lam      |
| 44   | Zhang Anda            | 029 — 460 | Callum Beresford   |
| 45   | Duane Jones           | 046 — 780 | Zhou Yuelong       |
| 46   | Peng Yisong           | 001 — 650 | Daniel Wells       |
| 47   | Vladislav Gradinari   | 040 — 100 | Ng On-yee          |
| 48   | Farakh Ajaib          | 025 — 300 | Chris Wakelin      |
| 49   | Steven Hallworth      | 038 — 180 | Stuart Carrington  |
| 50   | Xu Si                 | 073 — 000 | Matthew Selt       |
| 51   | Xiao Guodong          | 106 — 100 | Anton Kazakov      |
| 52   | Himanshu Jain         | 025 — 610 | Tom Ford           |
| 53   | Elliot Slessor        | 043 — 420 | Allan Taylor       |
| 54   | Mohamed Ibrahim       | 014 — 510 | Haydon Pinhey      |
| 55   | Jack Borwick          | 011 — 500 | Ali Carter         |
| 56   | Andrew Pagett         | 020 — 400 | Ashley Hugill      |
| 57   | Jimmy Robertson       | 056 — 100 | Ryan Day           |
| 58   | Dechawat Poomjaeng    | 033 — 140 | Si Jiahui          |
| 59   | Ross Muir             | 048 — 100 | Wu Yize            |
| 60   | Jimmy White           | 007 — 440 | Adam Duffy         |
| 61   | Lei Peifan            | 000 — 116 | Michael Holt       |
| 62   | Mark King             | 017 — 290 | Jak Jones          |
| 63   | Stuart Bingham        | 008 — 600 | Reanne Evans       |
| 64   | Ricky Walden          | 001 — 900 | Gary Wilson        |

1. ↑  Simmonds substituiu Graeme Dott, que desistiu.
2. ↑  Martin substituiu Chen Zifan, que está atualmente suspenso.
3. ↑  Georgiou substituiu Zhang Jiankang, que está atualmente suspenso.
4. ↑  McLeod substituiu Fraser Patrick, que desistiu.
5. ↑  Jogo terminou empatado por 49–49. No desempate, Dale encaçapou a bola azul em sua segunda tentativa.
6. ↑  Jogo terminou empatado por 25–25. No desempate, Wakelin encaçapou a bola azul em sua primeira tentativa.
7. ↑  Pinhey substituiu Zhao Xintong, atualmente suspenso.
8. ↑  Holt substituiu Marco Fu, que desistiu.

### Rodada 2
| Jogo | Jogador 1           | Placar    | Jogador 2             |
| ---- | ------------------- | --------- | --------------------- |
| 65   | Jordan Brown        | 000 — 680 | Yuan Sijun            |
| 66   | Ken Doherty         | 000 — 760 | Dominic Dale          |
| 67   | Julien Leclercq     | 093 — 500 | Haydon Pinhey         |
| 68   | Mark Williams       | 045 — 410 | Dean Young            |
| 69   | Sam Craigie         | 017 — 870 | Lukas Kleckers        |
| 70   | Michael White       | 039 — 700 | Callum Beresford      |
| 71   | Barry Pinches       | 022 — 420 | Cao Yupeng            |
| 72   | Shaun Murphy        | 007 — 890 | Mark Davis            |
| 73   | Joe Perry           | 030 — 160 | Jamie Jones           |
| 74   | John Astley         | 007 — 530 | Dylan Emery           |
| 75   | Gerard Greene       | 037 — 550 | Ali Carter            |
| 76   | Chris Wakelin       | 049 — 700 | Alfie Burden          |
| 77   | Jak Jones           | 054 — 320 | Michael Georgioug     |
| 78   | David Grace         | 050 — 460 | Ashley Hugill         |
| 79   | Vladislav Gradinari | 042 — 200 | Victor Sarkis         |
| 80   | Jamie O'Neill       | 012 — 440 | Martin Gould          |
| 81   | Ben Woollaston      | 017 — 900 | Rory McLeod           |
| 82   | Steven Hallworth    | 023 — 650 | Noppon Saengkham      |
| 83   | Daniel Wells        | 038 — 200 | Riley Powell          |
| 84   | Michael Holt        | 037 — 130 | Robbie McGuigan       |
| 85   | David Lilley        | 067 — 700 | Elliot Slessor        |
| 86   | Xu Si               | 046 — 300 | Xiao Guodong          |
| 87   | Jack Lisowski       | 053 — 700 | Adam Duffy            |
| 88   | Gary Wilson         | 083 — 400 | Reanne Evans          |
| 89   | Jackson Page        | 032 — 690 | Fergal O'Brien        |
| 90   | Ben Mertens         | 052 — 550 | Fan Zhengyi           |
| 91   | Asjad Iqbal         | 073 — 330 | Jimmy Robertson       |
| 92   | Ross Muir           | 022 — 290 | Tom Ford              |
| 93   | Zhou Yuelong        | 052 — 310 | Robbie Williams       |
| 94   | Thepchaiya Un-Nooh  | 040 — 620 | Dechawat Poomjaeng    |
| 95   | Liam Highfield      | 057 — 350 | Louis Heathcote       |
| 96   | Robert Milkins      | 004 — 830 | Alexander Ursenbacher |

### Rodada 3
| Jogo | Jogador 1      | Placar    | Jogador 2             |
| ---- | -------------- | --------- | --------------------- |
| 97   | Jak Jones      | 028 — 800 | Xu Si                 |
| 98   | Fergal O'Brien | 021 — 390 | Julien Leclercq       |
| 99   | Lukas Kleckers | 027 — 350 | Yuan Sijun            |
| 100  | Dylan Emery    | 000 — 120 | Noppon Saengkham      |
| 101  | Mark Davis     | 022 — 620 | Jack Lisowski         |
| 102  | Cao Yupeng     | 000 — 129 | Ali Carter            |
| 103  | Fan Zhengyi    | 000 — 126 | Michael Holt          |
| 104  | Liam Highfield | 080 — 000 | Martin Gould          |
| 105  | Mark Williams  | 012 — 530 | Dechawat Poomjaeng    |
| 106  | Michael White  | 056 — 310 | Alexander Ursenbacher |
| 107  | David Grace    | 049 — 500 | David Lilley          |
| 108  | Joe Perry      | 014 — 330 | Chris Wakelin         |
| 109  | Tom Ford       | 091 — 280 | Vladislav Gradinari   |
| 110  | Zhou Yuelong   | 076 — 220 | Gary Wilson           |
| 111  | Daniel Wells   | 032 — 190 | Ben Woollaston        |
| 112  | Dominic Dale   | 063 — 300 | Asjad Iqbal           |

### Rodada 4
| Jogo | Jogador 1        | Placar    | Jogador 2          |
| ---- | ---------------- | --------- | ------------------ |
| 113  | Noppon Saengkham | 036 — 500 | Daniel Wells       |
| 114  | Michael Holt     | 047 — 380 | Jack Lisowski      |
| 115  | Tom Ford         | 020 — 140 | Ali Carter         |
| 116  | Liam Highfield   | 079 — 300 | Dechawat Poomjaeng |
| 117  | Yuan Sijun       | 047 — 530 | Julien Leclercq    |
| 118  | Chris Wakelin    | 038 — 350 | Jak Jones          |
| 119  | Michael White    | 050 — 900 | David Grace        |
| 120  | Dominic Dale     | 072 — 000 | Zhou Yuelong       |

### Quartas de final
| Jogo | Jogador 1      | Placar  | Jogador 2       |
| ---- | -------------- | ------- | --------------- |
| 121  | Daniel Wells   | 57 — 16 | Tom Ford        |
| 122  | Liam Highfield | 32 — 75 | Dominic Dale    |
| 123  | Michael Holt   | 23 — 30 | Julien Leclercq |
| 124  | Chris Wakelin  | 42 — 22 | Michael White   |

### Semifinal
| Jogo | Jogador 1    | Placar  | Jogador 2       |
| ---- | ------------ | ------- | --------------- |
| 125  | Daniel Wells | 23 — 46 | Chris Wakelin   |
| 126  | Dominic Dale | 08 — 98 | Julien Leclercq |

### Final
| Jogo | Jogador 1     | Placar    | Jogador 2       |
| ---- | ------------- | --------- | --------------- |
| 127  | Chris Wakelin | 119 — 000 | Julien Leclercq |

## Century breaks
Um total de quatro century breaks foram realiazdos durante o torneio.
- 119 – Chris Wakelin
- 117 – Ali Carter
- 116 – Michael Holt
- 106 – Xiao Guodong